# 찰스 라이트 밀스

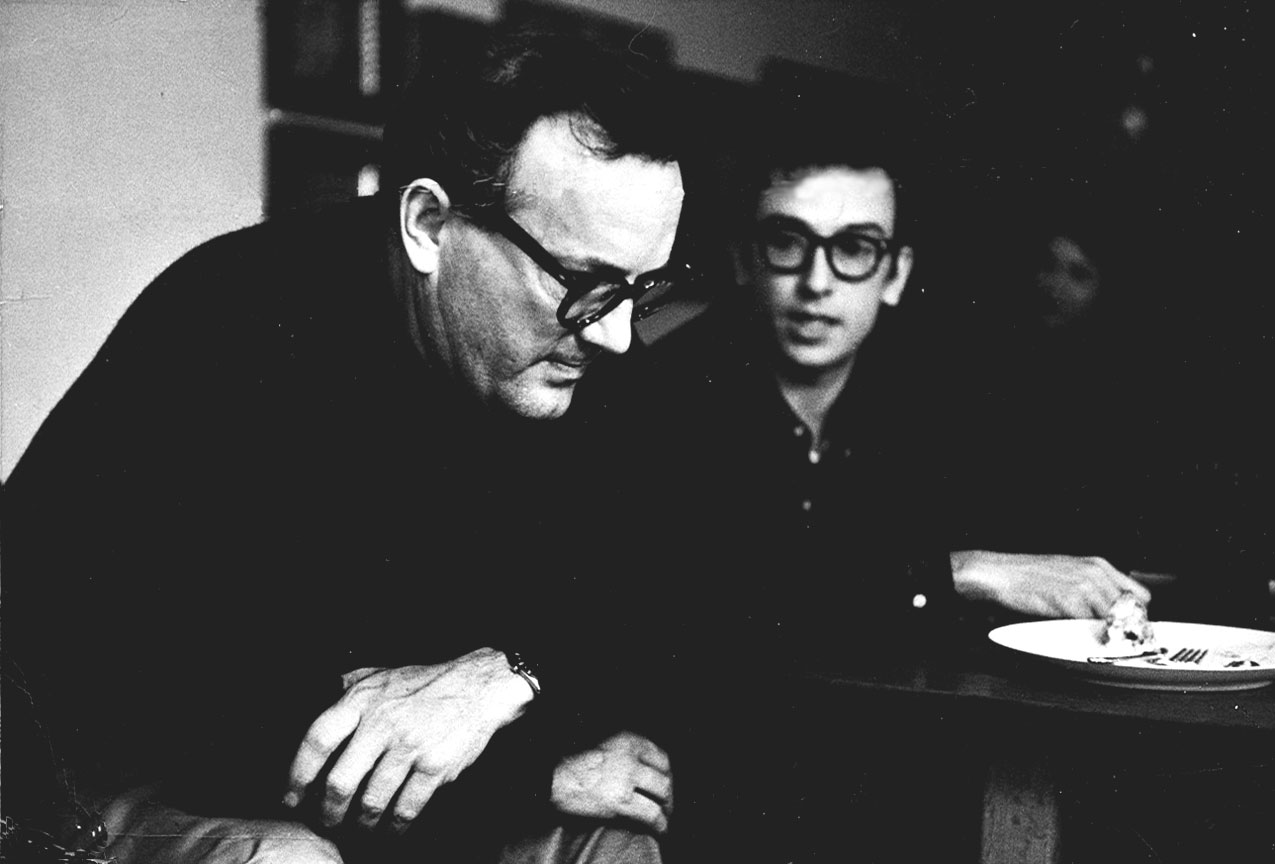

찰스 라이트 밀스(Charles Wright Mills, 1916년 8월 28일 ~ 1962년 3월 20일)는 미국의 사회학자이다. 베버, 프로이트, 마르크스 등의 사회과학방법론을 흡수하면서 현대사회의 분석에 가장 유효한 방법론을 세우려고 하였다. 미국 지배계급을 분석한 《파워 엘리트》, 중류계급을 분석한 《화이트 칼라》 등의 저작이 있다.

## 참고 자료
- 이 문서에는 다음커뮤니케이션(현 카카오)에서 GFDL 또는 CC-SA 라이선스로 배포한 글로벌 세계대백과사전의 내용을 기초로 작성된 글이 포함되어 있습니다.